# Niezależna Europejska Grupa Programowa
Niezależna Europejska Grupa Programowa (ang. Independent European Program Group, IEPG) – grupa utworzona w 1976 roku, stanowiła ona forum, na którym europejscy członkowie Paktu Północnoatlantyckiego (NATO) analizowali i koordynowali programy badawczo-rozwojowe oraz opracowywali wymogi sprzętowe w sferze obronności. Taka koordynacja miała stanowić przeciwwagę dla przytłaczającej dominacji Stanów Zjednoczonych w tej dziedzinie. Zadania IEPG były następnie realizowane w ramach Unii Zachodnioeuropejskiej (UZE) przez Grupę do spraw uzbrojenia.